# Wilsons elektrod
Wilsons Elektrod, alt. Wilsons Centrala terminal, Wilsonelektroden eller Wilsons avledning, är ett begrepp som används i elektrokardiografiska undersökningar, EKG. Namnet kommer efter dess uppfinnare, Frank Norman Wilson (1890-1952).
Wilsons elektrod utgörs av kombinerade avledningar (elektroder) från höger arm (aVR), vänster arm (aVL) samt vänster ben (aVF), som kopplats samman genom elektriska motstånd. Detta ger en referenspunkt som man kan mäta precordialavledningarna mot (bröstavledningarna, V1-V6). Den är en så kallad unipolär avledning, eftersom referenspunkten inte har någon laddning.
Anledningen till att detta fungerar tillfredsställande är att elektroderna V1-V6 är placerade så pass nära hjärtat att de kan ge upphov till en god signal utan augmentering.